# Binham Priory

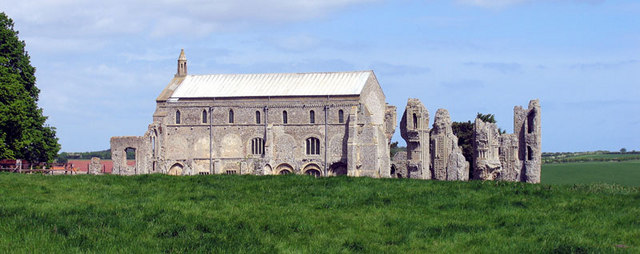
Binham Priory

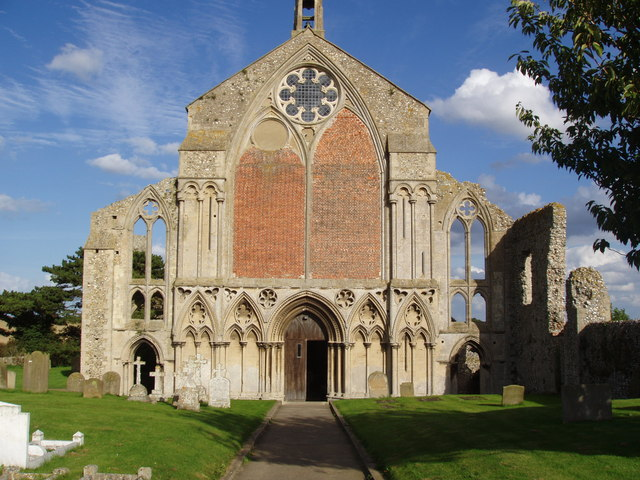
Binham Priory – Fassade der ehemaligen Prioratskirche

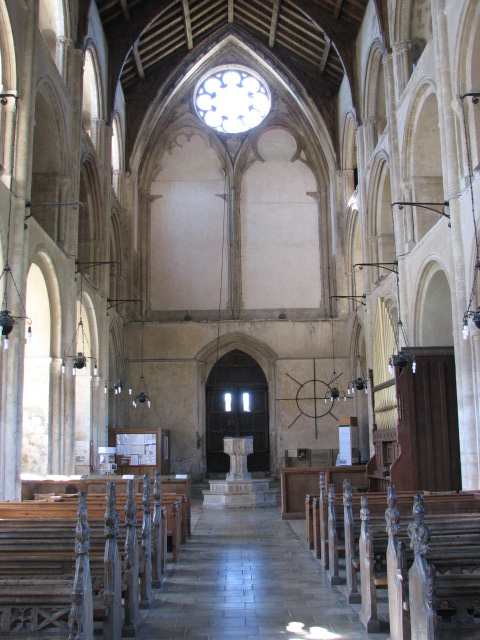
Binham Priory – Kirchenschiff

Die Binham Priory ist ein weitgehend in Ruinen liegendes mittelalterliches Priorat des Benediktinerordens beim Dorf Binham in der Grafschaft Norfolk. Die Westteile der ehemaligen Prioratskirche dienen bis zum heutigen Tag als Pfarrkirche des kleinen Dorfes (Church of Saint Mary and the Holy Cross). Die Kirche ist als Grade-I-Bauwerk eingestuft.

## Lage
Die Ruinen des ehemaligen Priorats sind nur etwa 2 km in nördlicher Richtung von der Nordsee entfernt; sie befinden sich auf dem Gebiet der Norfolk Coast (AONB). Nächstgrößere Stadt ist das knapp 50 km entfernte Norwich.

## Geschichte
Das in Abhängigkeit von der Abtei von St Albans stehende Priorat wurde Ende des 11. Jahrhunderts von Peter de Valognes auf einem Gelände gegründet, dass er von Wilhelm dem Eroberer erhalten hatte. Im 12. und 13. Jahrhundert wurden bauliche Veränderungen an der normannischen Kirche vorgenommen, deren wichtigste die Neugestaltung der Westfassade im Stil der Gotik war. Im Zuge der Auflösung der englischen Klöster (1539) unter König Heinrich VIII. wurden die Klostergebäude und große Teile der Kirche (Chor, Seitenschiffe) zerstört. Das große zweigeteilte Westfenster wurde im 18. Jahrhundert mit einer Ziegelsteinmauer versehen.

## Architektur
Das ehemals dreischiffige, heute nur noch einschiffige ca. 35 m lange und 15 m hohe Kircheninnere mit seinem dreigeschossigen Wandaufriss steht noch ganz in der Tradition des anglo-normannischen Stils. Die in den Jahren zwischen 1220 und 1244 entstandene Westfassade beschreitet hingegen vollkommen neue Wege; nach Ansicht vieler Forscher steht sie – zusammen mit der Westminster Abbey – zwischen dem Early English Style und dem Beginn des Decorated Style, der erstmals Maßwerkformen der französischen Hochgotik aufnimmt.

## Ausstattung
Auf einem abgestuften Sockel im Eingangsbereich der Kirche steht ein spätgotisches Taufbecken aus dem 15. Jahrhundert mit Reliefdarstellungen der christlichen Sakramente.